# ミヤコーバス佐沼営業所
ミヤコーバス佐沼営業所（ミヤコーバスさぬまえいぎょうしょ）は、宮城県登米市迫町佐沼中江にあるミヤコーバスの営業所。統合前は宮交登米バスの本社営業所であった。

## 廃止事業所
- 登米案内所 : 宮城県登米市登米町寺池目子待井74-2
仙北鉄道登米駅跡地で、現在は旧駅舎も解体され、跡地はドラッグストアになっている。
- 豊里車庫
現在は更地で、折返し待機のみ。
- 瀬峰車庫 : 宮城県栗原市瀬峰下田
旧宮城交通瀬峰案内所の車庫部分・旧宮城バス瀬峰営業所とは別位置。折返し待機のみで、簡易トイレがある。
- 石越車庫 : 宮城県登米市石越町南郷字西門沖
築館営業所と共用、折返し待機のみで、待合室及び簡易トイレと旧石巻駅前案内所の建物を転用した乗務員休憩所がある。
- 志津川駐在所 : 宮城県本吉郡南三陸町志津川十日町50
旧・仙北鉄道志津川営業所。廃止後は同じ名鉄グループの三陸貨物の車庫になった。東日本大震災の津波により被災。

## 沿革
- 1927年（昭和2年）- 仙北鉄道佐沼駅構内に車庫設置、社員・業務は鉄道と兼務だった。
- 1931年（昭和6年） - 登米合同運送、志津川自動車、登米涌谷間乗合自動車運行組合の3社がそれぞれ設立（月日不明）。
- 1933年（昭和8年）12月12日 - 都築自動車が登米涌谷間乗合自動車運行組合を買収。
- 1935年（昭和10年）1月15日 - 都築自動車が志津川自動車を買収。
- 1936年（昭和11年）2月2日 - 都築自動車が登米合同運送を買収。
- 1939年（昭和14年）8月15日 - 三陸自動車が都築自動車を買収。
- 1944年（昭和19年）10月31日 - 仙北鉄道が三陸自動車と合併およびバス事業拡大に伴い、仙北鉄道佐沼営業所を分離設置。
- 1964年（昭和39年）4月14日 - 社名を宮城バスに改称、宮城バス佐沼営業所となる。
- 1968年（昭和43年）3月25日 - 仙北鉄道登米線廃止に伴い、バス専用道を使う代替運行開始（専用道は後に一般道化）。
- 1970年（昭和45年）10月1日 - 宮城バス・宮城中央バス・仙南交通の3社が合併、宮城交通設立。宮城交通佐沼営業所となる。
- 1978年（昭和53年）6月12日 - 宮城県沖地震により、営業所建物（旧佐沼駅舎）が倒壊。
- 1992年（平成4年）9月 - 米谷線（志津川 - 米谷）廃止。
- 1994年（平成6年）9月 - 三陸線（柳津 - 志津川）廃止。
- 1995年（平成7年）4月 - 宮交登米バス設立、当初は一部の代替路線のみ担当だった。
- 2005年（平成17年）
  - 9月30日 - 内陸線（佐沼 - 津谷）、登米線（仙北鉄道廃止代替路線）、佐沼線廃止。登米案内所廃止。
  - 10月1日 - 登米市民バス受託運行開始。
- 2006年（平成18年）9月30日 - 内陸線、小倉線など6路線廃止。志津川駐在所廃止。
- 2007年（平成19年）
  - 1月1日 - 各地域子会社の統合に伴い、ミヤコーバス佐沼営業所となる。
  - 12月17日 - 登米案内所（旧登米駅舎）が老朽化のため解体撤去。

## 運行受託路線

### JR気仙沼線BRT
JR東日本から受託。津谷営業所・気仙沼営業所と共管。

### 登米市民バス
※元日は運休する。

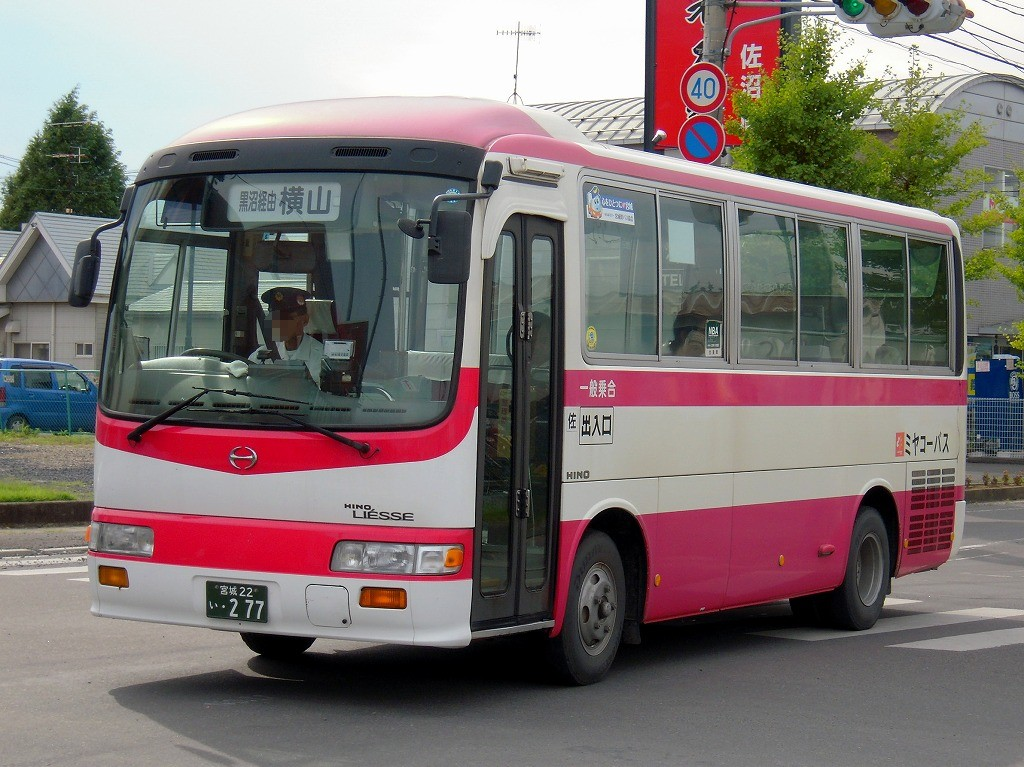
登米市民バス（津山線）※車両は除籍済み

2024年4月1日より一律運賃200円、学生定期券をフリーパスに名称変更し一般利用者にも販売。

#### 【米登】米山登米線
- 町田 - 中津山小学校前 - 米山総合支所 - 米岡中町 - 旧よねやま診療所前 - 登米総合支所（ - 登米総合産業高校前）

#### 【米佐】米山佐沼線
- （佐沼高校正門前 - ）佐沼営業所 - 登米市役所 - 登米市民病院前 - 山成 - 南方総合支所 - 米山総合支所 - 中津山小学校前 - 町田（ - 長根）
  - 佐沼高校正門前停留所は町田行きの路線のみ起点となる。佐沼高校正門前 - 佐沼営業所 間は無停車
  - 町田 - 長根は大崎市民バス 大貫線「長根」停留所への試行接続

#### 【登】登米線
- 佐沼営業所 - 登米市役所 - 登米市民病院前 - 佐沼高校正門前 - 中田総合支所 - 登米総合産業高校前 - 浅水 - 米谷病院前 - 登米総合支所 - 登米三日町

#### 【循】東西循環線
- [西回り] （石越駅前 - 石越総合支所 - 石森仲町 - 章太郎記念館前 - 八幡堂 - 登米市役所 - ）佐沼営業所 - 登米市役所（石越発の便は経由せず） - 登米市民病院前 - 佐沼高校西門前 - 平柳 - 二ツ矢 - 登米総合支所 - 米谷病院前 - 浅水 - 登米総合産業高校前 - 中田総合支所 - 佐沼高校正門前 - 登米市民病院前 - 登米市役所 - 佐沼営業所（ - 登米市民病院前 - 山成 - 南方総合支所 - 米山総合支所 - 中津山小学校前 - 町田）
- [東回り] （町田 - 中津山小学校前 - 米山総合支所 - 南方総合支所 - 山成 - 登米市民病院前 - 登米市役所 - ）佐沼営業所 - 登米市役所（町田発の便は経由せず） - 登米市民病院前 - 佐沼高校正門前 - 中田総合支所 - 登米総合産業高校前 - 浅水 - 米谷病院前 - 登米総合支所（ - 二ツ矢 - 平柳 - 佐沼高校西門前 - 登米市民病院前 - 登米市役所 - 佐沼営業所）
  - 西回り循環線の石越駅前発の便は浅水経由佐沼営業所止まり、八幡堂 - 登米市役所 間は無停車
  - 東回り循環線の町田発の便は登米総合支所止まり

#### 【東】東和線
- 佐沼営業所 - 登米市役所 - 登米市民病院前 - 佐沼高校正門前 - 中田総合支所 - 登米総合産業高校前 - 錦織 - 東和総合支所 - 米川 - 若草園

#### 【津】津山線
- 佐沼営業所 - 登米市役所 - 登米市民病院前 - 佐沼高校正門前 - 黒沼 - 二ツ矢 - 登米総合支所 - 登米三日町 - 津山総合支所前 - 柳津駅前 - もくもくランド前 - 竹の沢
- 佐沼営業所 - 登米市役所 - 登米市民病院前 - 佐沼高校正門前 - 中田総合支所 - 登米総合産業高校前 - 浅水 - 米谷病院前 - 登米総合支所 - 登米三日町 - 津山総合支所前 - 柳津駅前 - もくもくランド前 - 竹の沢

#### 【豊】豊里線
- （登米総合産業高校前 - ）佐沼営業所 - 登米市役所 - 登米市民病院前 - 佐沼高校西門前 - 平柳（ - 米岡中町 - 米山総合支所 - 米岡中町） - よねやま診療所前 - 大曲 - 陸前豊里駅前 - 豊里病院前 - 豊里総合支所
  - 登米総合産業高校前 - 佐沼営業所 間は無停車
  - 登米総合産業高校前行きは米岡中町 - 米山総合支所 - 米岡中町 間を経由しない

#### 【南】南方線
- （登米総合産業高校前 - ）佐沼高校正門前 - 登米市民病院前 - 佐沼営業所 - 登米市役所 - 板倉 - 南方総合支所 - 西郷 - 瀬峰労働基準監督署前- 瀬峰駅前
  - 登米総合産業高校前 - 佐沼高校正門前 間は無停車
  - 2020年4月から県立循環器呼吸器病センター閉鎖となり敷地乗り入れを廃止・すぐそばにある瀬峰労働基準監督署にバス停を新設。

#### 【新】新田線
- （登米総合産業高校前 - ）佐沼営業所 - 登米市役所 - 登米市民病院前 - 佐沼高校北 - 三方島 - 新田駅前 - 新田公民館前（ - くりこま高原駅前）
  - 登米総合産業高校前 - 佐沼営業所 間は無停車
  - 新田公民館前 - くりこま高原駅前はJR東北新幹線くりこま高原駅への試行接続。駅バス乗り場から東日本急行 仙台 - 金成線及び若柳線など栗原市民バスのバス路線へ乗り換え可能。平日2.5便、土日祝1便。
  - くりこま高原駅発最終は当初18時台・2017年2月から20時台があったが2020年4月から廃止・毎日14時台が最終となった。営業所行も平日6便から5便に減便。

#### 【石】石越線
- 佐沼営業所 - 登米市役所 - 登米市民病院前 - 佐沼高校北 - 章太郎記念館前 - 石森仲町 - 石越総合支所 - 石越駅前 - 若柳病院前 - 若柳上町（迫桜高校前行） / 若柳総合支所前（佐沼営業所行） - 迫桜高校前
- 登米総合産業高校前 - 佐沼高校北 - 章太郎記念館前 - 石森仲町 - 石越総合支所 - 石越駅前 - 若柳病院前 - 若柳上町（佐沼営業所行） / 若柳総合支所前（登米総合産業高校前行） - 迫桜高校前 - 若柳総合支所前（佐沼営業所行） / 若柳上町（登米総合産業高校前行） - 大目 - 三方島 - 佐沼高校北 - 登米市民病院前 - 登米市役所 - 佐沼営業所
- 迫桜高校前 - 若柳総合支所前 - 若柳上町 - 大目 - 三方島 - 佐沼高校北 - 登米市民病院前 - 登米市役所 - 佐沼営業所
  - 佐沼高校北 - 登米総合産業高校前 間は無停車。2020年4月から産業高発のみ営業所を経由する。
  - 2020年4月から最終の産業高･営業所･佐沼高北～迫桜高と迫桜高･三方島～営業所を分離、前者の最終を40分遅くした。迫桜高･石越駅～営業所最終は40分早くなった。

#### 【市】中心市街地循環線
- 2020年4月1日　新設。

## 一般路線バス

### 廃止路線
登米市民バスおよび南三陸町町民バスへの移管に伴い、小倉線など、宮城交通・宮交登米バスからの一般路線はすべて廃止された。
- 登米線
  - 瀬峰駅前 - 佐沼営業所 - 米谷 - 登米
  - 仙北鉄道廃止代替路線
- 佐沼線
  - 佐沼営業所 - 米岡仲町 - 豊里車庫
  - 豊里車庫 - 五十五人 - 上品の郷
- 内陸線
  - 佐沼営業所 - 米川 - 津谷案内所
  - 瀬峰駅前 - 日向 - 佐沼営業所
- 小倉線
  - 佐沼営業所 - 佐沼高校前 - 石森仲町 - 小倉
- 米岡線
  - 登米 - 米岡仲町
- 涌谷線
  - 佐沼営業所 - 米岡仲町 - 中津山 - わくや天平の湯 - 涌谷案内所
- 新田線
  - 佐沼営業所 - 新田駅前 - 横須賀 - 築館営業所 - 築館町 - 栗原中央病院
- 志津川循環線
  - 志津川案内所 - 志津川駅前 - 岩沢 - 日輪 -（志津川案内所へ戻る）
- 十三浜線
  - 志津川案内所 - 志津川駅前 - 戸倉漁協前 - 神割崎入口 - 相川
- 歌津志津川線
  - 韮の浜港 - 寄木 - 伊里前
  - 志津川駅前 - 荒砥 - 細浦下
  - 志津川駅前 - 名足 - 港
  - 志津川中前 - 名足 - 港
- 三陸線
  - （快速）柳津駅前 - 志津川駅前 - 歌津駅前 - 本吉駅前 - 市立病院入口 - 気仙沼駅前
  - 柳津駅前 - 志津川駅前 - ベイサイドアリーナ
    - 2012年8月19日：翌8月20日のJR気仙沼線BRTの運行開始に伴い、同線の運行を終了。